# Lista de membros do Instituto Histórico e Geográfico de Montes Claros
O Instituto Histórico e Geográfico de Montes Claros, situado nesta cidade do estado brasileiro de Minas Gerais, possui os seguintes membros efetivos:
| Cadeira                              | Fundador                            | Sucessores                            |
| 1. Alpheu Gonçalves de Quadros       | Edvaldo de Aguiar fróes             |                                       |
| 2. Alfredo de Souza Coutinho         | Milene A. Coutinho Maurício         |                                       |
| 3. Antônio Augusto Teixeira          | Padre Antônio Alvimar Souza         |                                       |
| 4. Antônio Augusto Veloso            | Maria do Carmo Durães               |                                       |
| 5. Antônio Ferreira de Oliveira      | Vaga                                |                                       |
| 6. Antônio Gonçalves Chaves          | Marcos Fábio Martins Oliveira       |                                       |
| 7. Antônio Gonçalves Figueira        | Maria Aparecida Costa               |                                       |
| 8. Antônio Jorge                     | Anete Marília Pereira               |                                       |
| 9. Antônio Lafetá Rebelo             | Isabel Rebelo de Paula              |                                       |
| 10. Antônio Loureiro Ramos           | Maria Florinda Ramos Pina           |                                       |
| 11. Ary Oliveira                     | Sebastião Abiceu dos Santois Soares |                                       |
| 12. Antônio Teixeira de Carvalho     | Antônio Augusto Pereira de Moura    |                                       |
| 13. Ângelo Soares Neto               | Cezar Henrique Queiroz Porto        |                                       |
| 14. Arthur Jardim Castro Gomes       | Ana Valda Xavier Vasconcelos        |                                       |
| 15. Ataliba Machado                  | Magnus Denner Medeiros              |                                       |
| 16. Athos Braga                      | Waldir de Senna Batista             |                                       |
| 17. Auguste de Saint Hilaire         | Marta Verônica Vasconcelos Leite    |                                       |
| 18. Brasiliano Braz                  | Petrônio Braz                       |                                       |
| 19. Caio Mário Lafetá                | Luiz de Paula Ferreira              |                                       |
| 20. Camilo Prates                    | Felicidade Patrocínio               |                                       |
| 21. Cândido Canela                   | Terezinha Gomes Pires               |                                       |
| 22. Carlos Gomes da Mota             | Luiz Giovani Santa Rosa             |                                       |
| 23. Carlos José Versiani             | Hélio de Morais                     |                                       |
| 24. Celestino Soares da Cruz         | José Ponciano Neto                  |                                       |
| 25. Corbiniano R. Aquino             | vaga                                |                                       |
| 26. Cyro dos Anjos                   | Maria Rejane R Ruas Colares         |                                       |
| 27. Dalva Dias de Paula              | Regina Maria Barroca Peres          |                                       |
| 28. Darcy Ribeiro                    | Jerusia Xavier Arruda               |                                       |
| 29. Demóstenes Rockert               | Filomena Luciene Cordeiro           |                                       |
| 30. Dona Tiburtina                   | Maria Lúcia Becattini Miranda       |                                       |
| 31. Dulce Sarmento                   | Clarice Sarmento                    |                                       |
| 32. Edgar Martins Pereira            | Vaga                                |                                       |
| 33. Enéas Mineiro de Souza           | Wanderlino Arruda                   |                                       |
| 34. Eva Bárbara Teixeira de Carvalho | Geralda Magela de Sena e Souza      |                                       |
| 35. Ezequiel Pereira                 | Antônio Ferreira Cabral             |                                       |
| 36. Felicidade Perpétua Tupinambá    | Felicidade Vasconcelos Tupinambá    |                                       |
| 37. Francisco Barbosa Cursino        | Jussara Veloso Ferreira Antunes     |                                       |
| 38. Francisco Sá                     | Maria Inês Silveira Carlos          |                                       |
| 39. Gentil Gonzaga                   | Ivo das Chagas                      |                                       |
| 40. Georgino Jorge de Souza          | Maria da Glória Caxito Mameluque    |                                       |
| 41. Geraldo Athayde                  | Reinine Simões de Souza             |                                       |
| 42. Geraldo Tito da Silveira         | Maria Luiza Silveira Teles          |                                       |
| 43. Godofredo Guedes                 | Benedito de Paula Said              |                                       |
| 44. Heloísa V. dos Anjos Sarmento    | Roberto Carlos Morais Santiago      |                                       |
| 45. Henrique Oliva Brasil            | Viviane Marques Terence             |                                       |
| 46. Herbert de Souza                 | Eliane Maria F. Ribeiro             |                                       |
| 47. Hermenegildo Chaves              | Vaga                                |                                       |
| 48. Hermes Augusto de Paula          | Maria das Dores Antunes Câmara      |                                       |
| 49. Irmã Beata                       | José Ferreira da Silva              |                                       |
| 50. Jair Oliveira                    | Délio Pinheiro Neto                 |                                       |
| 51. João Alencar Athayde             | Vaga                                |                                       |
| 52. João Chaves                      | Ângela Martins Ferreira             |                                       |
| 53. João Batista de Paula            | Vaga                                |                                       |
| 54. João José Alves                  | vaga                                |                                       |
| 55. João Luiz de Almeida             | Lázaro Francisco Sena               |                                       |
| 56. João Luiz Lafetá                 | Ivana Ferrante Rebelo               |                                       |
| 57. João Novaes Avelins              | Vaga                                |                                       |
| 58. João Souto                       | Maria Ângela Figueiredo Braga       |                                       |
| 59. João Vale Maurício               | Luiz Ribeiro dos Santos             |                                       |
| 60. Jorge Tadeu Guimarães            | Manoel Messias Oliveira             |                                       |
| 61. José Alves de Macedo             | Girleno Alencar Soares              |                                       |
| 62. José Esteves Rodrigues           | José Geraldo de Freitas Drumond     |                                       |
| 63. José Gomes Machado               | Vaga                                |                                       |
| 64. José Gomes de Oliveira           | Palmyra Santos Oliveira             |                                       |
| 65. José Gonçalves de Ulhôa          | Maria de Lourdes Chaves             |                                       |
| 66. José Lopes de Carvalho           | Fabiano Lopes de Paula              |                                       |
| 67. José Monteiro Fonseca            | Denilson Meireles                   |                                       |
| 68. José Nunes Mourão                | Rejane Meireles Amaral              |                                       |
| 69. José Rodrigues Prates Júnior     | Aderbal Esteves                     |                                       |
| 70. José Tomaz Oliveira              | Eustáquio Vicente Santos Macedo     |                                       |
| 71. Júlio César de Melo Franco       | Edwirges Teixeira de Freitas        |                                       |
| 72. Lazinho Pimenta                  | Theodomiro Paulino Correa           |                                       |
| 73. Lilia Câmara                     | Maria das Mercês Paixão Guedes      |                                       |
| 74. Luiz Milton Prates               | Laurindo Mekie Pereira              |                                       |
| 75. Manoel Ambrósio                  | vaga                                |                                       |
| 76. Manoel Esteves                   | vaga                                |                                       |
| 77. Mário Ribeiro da Silveira        | Maria Jacy de Oliveira Ribeiro      |                                       |
| 78. Mário Versiani Veloso            | Américo Martins Filho               |                                       |
| 79. Mauro de Araújo Moreira          | Maria José Colares Moreira          |                                       |
| 80. Miguel Braga                     | Vaga                                |                                       |
| 81. Nathércio França                 | Juvenal Caldeira Durães             |                                       |
| 82. Nelson Viana                     | Vaga                                |                                       |
| 83. Newton Caetano d'Angelis         | Paulo Costa                         | Daniel Oliva Tupinambá de Lélis       |
| 84. Newton Prates                    | Itaumary Telles de Oliveira         |                                       |
| 85. Armênio Veloso                   | Expedito Veloso Barbosa             |                                       |
| 86. Patrício Guerra                  | Zoraide Guerra David                |                                       |
| 87. Pedro Martins de Sant'Anna       | Arnaldo Bezerra                     |                                       |
| 88. Plínio Ribeiro dos Santos        | Vaga                                |                                       |
| 89. Robson Costa                     | Felipe Gabrich                      |                                       |
| 90. Romeu Barcelos Costa             | Teófilo Azevedo (Téo Azevedo)       |                                       |
| 91. Sebastião Sobreira Carvalho      | Wesley Caldeira                     |                                       |
| 92. Sebastião Tupinambá              | Roberto Pinto da Fonseca            | Renat Nureyev Mendes Tupinambá        |
| 93. Simeão Ribeiro Pires             | Dário Teixeira Cotrim               |                                       |
| 94. Teófilo Ribeiro Filho            | Luiz Pires Filho                    |                                       |
| 95. Terezinha Vasquez                | Marilene Veloso Tófolo              |                                       |
| 96. Tobias Leal Tupinambá            | Ruth Tupinambá Graça                | Yury Vieira Tupynambá de Lélis Mendes |
| 97. Urbino Vianna                    | Leonardo Álvares da Silva Campos    |                                       |
| 98. Virgílio Abreu de Paula          | Mara Yanmar Narciso                 |                                       |
| 99. Waldemar Versiani dos Anjos      | Virgínia Abreu de Paula             |                                       |
| 100. Wandick Dumont                  | Maria Clara Lage Vieira             |                                       |

## Membros correspondentes

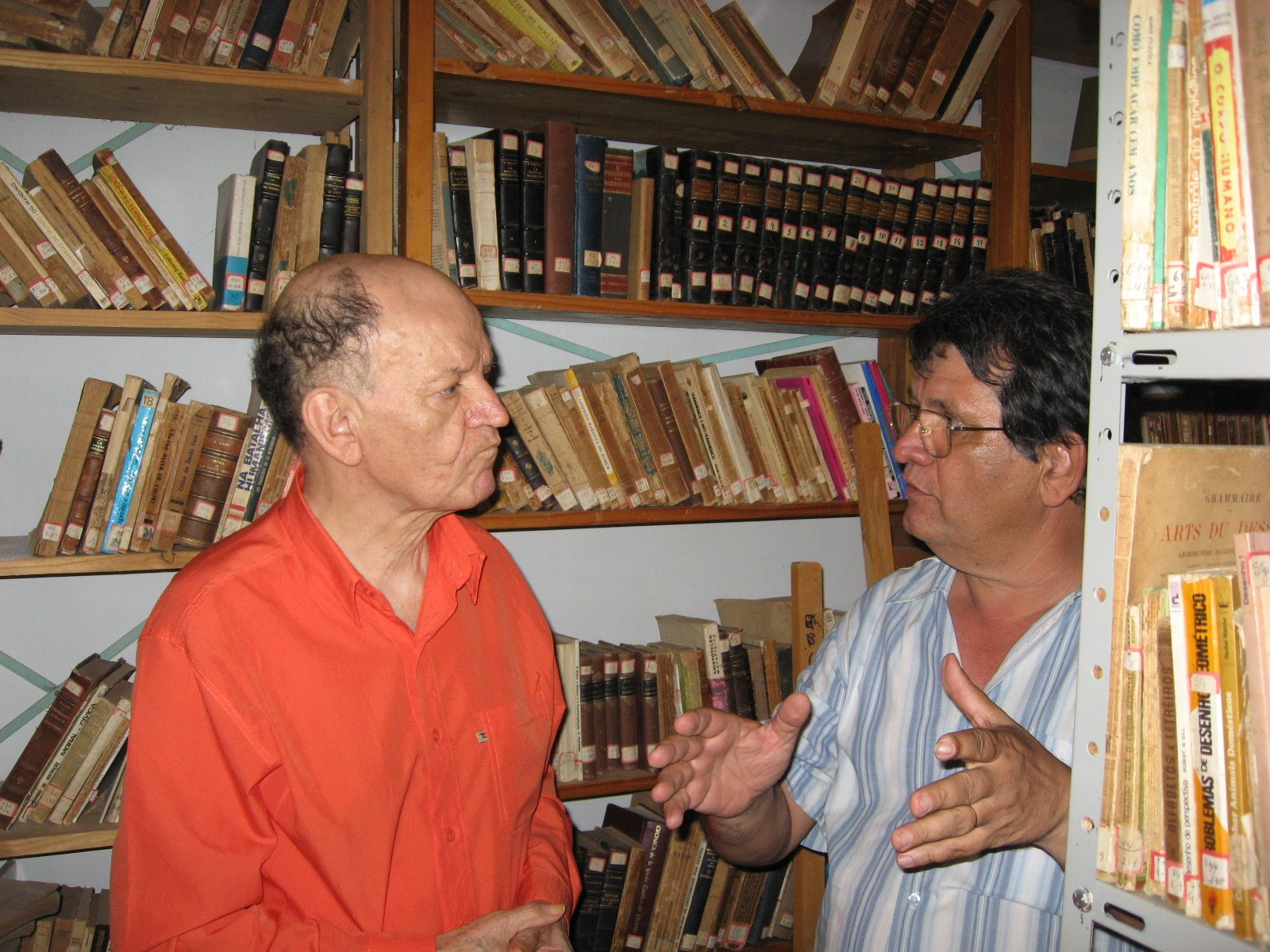
O Prof. Ático Mota, membro correspondente, com Dário Cotrim.

São membros correspondentes do IHGMC:
| Membro                           | Localidade           |
| André Koehne                     | Caetité              |
| Armênio Graça Filho              | Rio de Janeiro       |
| Ático Vilas-Boas da Mota         | Macaúbas             |
| Augusto José Vieira Neto         | Belo Horizonte       |
| Avay Miranda                     | Brasília             |
| Carlos Lindemberg Spínola Castro | Belo Horizonte       |
| Carmem Netto Victória            | Belo Horizonte       |
| Célia do Nascimento Coutinho     | Belo Horizonte       |
| Daniel Antunes Júnior            | Espinosa             |
| Enock Sacramento                 | São Paulo            |
| Eustáquio Wagner Guimarães Gomes | Belo Horizonte       |
| Fernando Antônio Xavier Brandão  | Belo Horizonte       |
| Flávio Henrique Ferreira Pinto   | Belo Horizonte       |
| Geraldo Henrique                 | Nova Iorque          |
| Herbert Sardinha Pinto           | Belo Horizonte       |
| Jeremias Macário                 | Vitória da Conquista |
| João Martins                     | Guanambi             |
| Jorge Lasmar                     | Belo Horizonte       |
| José Eustáquio Machado Coelho    | Belo Horizonte       |
| Jorge Ponciano Ribeiro           | Brasília             |
| Marco Aurélio Baggio             | Belo Horizonte       |
| Maria da Consolação M. F. Cowen  | Londres              |
| Moisés Vieira Neto               | Várzea da Palma      |
| Paulo César Oliveira             | Belo Horizonte       |
| Regina Almeida                   | Belo Horizonte       |
| Reynaldo Veloso Souto            | Belo Horizonte       |
| Thiago Carvalho Maiyama          | Junma-ken            |
| Wellington Caldeira Gomes        | Belo Horizonte       |
| Zanoni Eustáquio Roque Neves     | Belo Horizonte       |